# Saint-Denis-en-Bugey
Saint-Denis-en-Bugey és un municipi francès situat al departament de l'Ain i a la regió d'Alvèrnia-Roine-Alps. L'any 2007 tenia 2.067 habitants.

## Demografia

### Població
El 2007 la població de fet de Saint-Denis-en-Bugey era de 2.067 persones. Hi havia 802 famílies de les quals 186 eren unipersonals (93 homes vivint sols i 93 dones vivint soles), 250 parelles sense fills, 310 parelles amb fills i 56 famílies monoparentals amb fills.
La població ha evolucionat segons el següent gràfic:
Habitants censats

### Habitatges
El 2007 hi havia 888 habitatges, 818 eren l'habitatge principal de la família, 7 eren segones residències i 64 estaven desocupats. 679 eren cases i 208 eren apartaments. Dels 818 habitatges principals, 576 estaven ocupats pels seus propietaris, 224 estaven llogats i ocupats pels llogaters i 18 estaven cedits a títol gratuït; 12 tenien una cambra, 54 en tenien dues, 115 en tenien tres, 267 en tenien quatre i 370 en tenien cinc o més. 566 habitatges disposaven pel capbaix d'una plaça de pàrquing. A 355 habitatges hi havia un automòbil i a 381 n'hi havia dos o més.

### Piràmide de població
La piràmide de població per edats i sexe el 2009 era:
| Homes | Edats   | Dones |
| ----- | ------- | ----- |
| 0     | 95 o +  | 0     |
| 0     | 90 a 94 | 4     |
| 12    | 85 a 89 | 20    |
| 8     | 80 a 84 | 16    |
| 28    | 75 a 79 | 44    |
| 28    | 70 a 74 | 28    |
| 24    | 65 a 69 | 40    |
| 32    | 60 a 64 | 40    |
| 56    | 55 a 59 | 44    |
| 96    | 50 a 54 | 68    |
| 68    | 45 a 49 | 72    |
| 44    | 40 a 44 | 72    |
| 76    | 35 a 39 | 72    |
| 104   | 30 a 34 | 80    |
| 76    | 25 a 29 | 64    |
| 40    | 20 a 24 | 44    |
| 100   | 15 a 19 | 80    |
| 52    | 10 a 14 | 88    |
| 76    | 5 a 9   | 52    |
| 76    | 0 a 4   | 32    |

## Economia
El 2007 la població en edat de treballar era de 1.386 persones, 1.036 eren actives i 350 eren inactives. De les 1.036 persones actives 953 estaven ocupades (504 homes i 449 dones) i 82 estaven aturades (41 homes i 41 dones). De les 350 persones inactives 118 estaven jubilades, 114 estaven estudiant i 118 estaven classificades com a «altres inactius».

### Ingressos
El 2009 a Saint-Denis-en-Bugey hi havia 862 unitats fiscals que integraven 2.159,5 persones, la mediana anual d'ingressos fiscals per persona era de 19.167 €.

### Activitats econòmiques
Dels 61 establiments que hi havia el 2007, 2 eren d'empreses alimentàries, 3 d'empreses de fabricació d'altres productes industrials, 13 d'empreses de construcció, 10 d'empreses de comerç i reparació d'automòbils, 2 d'empreses de transport, 6 d'empreses d'hostatgeria i restauració, 3 d'empreses financeres, 1 d'una empresa immobiliària, 3 d'empreses de serveis, 9 d'entitats de l'administració pública i 9 d'empreses classificades com a «altres activitats de serveis».
Dels 22 establiments de servei als particulars que hi havia el 2009, 1 era una oficina de correu, 1 funerària, 4 paletes, 1 guixaire pintor, 3 fusteries, 2 lampisteries, 4 perruqueries, 1 veterinari, 3 restaurants i 2 salons de bellesa.
Dels 4 establiments comercials que hi havia el 2009, 1 era una gran superfície de material de bricolatge, 1 una botiga de més de 120 m², 1 una botiga de menys de 120 m² i 1 una botiga de material de revestiment de parets i terra.

## Equipaments sanitaris i escolars
El 2009 hi havia 1 escola maternal i 1 escola elemental.

## Poblacions més properes
El següent diagrama mostra les poblacions més properes.